# Pločnik (Doboj, BiH)
Pločnik je naseljeno mjesto u sastavu općine Doboj, Republika Srpska, BiH.

## Stanovništvo
| Pločnik            |              |
| godina popisa      | 1991.        |
| Srbi               | 245 (80,59%) |
| Hrvati             | 2 (0,66%)    |
| Muslimani          | 24 (7,89%)   |
| Jugoslaveni        | 19 (6,25%)   |
| ostali i nepoznato | 14 (4,60%)   |
| ukupno             | 304          |